# Kirstead Green
Kirstead Green – wieś w Anglii, w hrabstwie Norfolk, w dystrykcie South Norfolk. Leży 13 km na południowy wschód od Norwich i 153 km na północny wschód od Londynu.